# 中央-卢瓦尔河谷院校联盟
中央-卢瓦尔河谷院校联盟（法語：Communauté d'universités et établissements Centre-Val de Loire）是法国中央-卢瓦尔河谷大区的一个大学与院校共同体。

## 历史
联盟与2015年并入列奥纳多·达·芬奇邦联大学，2017年又重新独立成为大学与院校共同体。

## 成员学校
- 图尔大学
- 奥尔良大学
- 中央-卢瓦尔河谷国立高等应用科学学院
- 图尔大区大学医疗中心
- 地质与矿业研究局